# Fumoto no iro
Fumoto no iro (麓の色 « Sexe au pied des collines ») est à la fois un roman et un traité sur l'homosexualité (nanshoku (男色)) publié au Japon en 1768 qui raconte l'histoire d'un gigolo de soixante ans nommé Ogiya Yashige. Bien que personnage fictif, Yashige est considéré comme un précurseur des notions japonaises modernes de la morale sexuelle, qui dicte que les prostitués hommes ont déjà dépassé leur apogée à dix-sept ans. Les garçons pubères sont pénétrateurs tandis que les garçons pré-pubères sont pénétrés.

## Source de la traduction
- (en) Cet article est partiellement ou en totalité issu de l’article de Wikipédia en anglais intitulé « Fumoto no iro » (voir la liste des auteurs).